# Labirinto di Lemno
Il labirinto di Lemno è un labirinto che, secondo la testimonianza di Plinio il Vecchio, si trovava sull'isola di Lemno, nel mar Egeo.
Plinio affronta il tema dei labirinti nel trentaseiesimo libro della Naturalis Historia, la sola opera che si sia conservata dell'autore. Fa il nome di quattro labirinti:
- Il labirinto di Cnosso
- Il labirinto di Meride
- Il labirinto di Lemno
- Il labirinto di Porsenna

Sul labirinto di Lemno Plinio si limita a scrivere poche righe. In esse afferma che il labirinto era simile ai quelli di Meride e di Cnosso, che aveva centocinquanta colonne e che ne esistevano ancora i resti. Curiosamente, mentre il labirinto di Cnosso, che Plinio affermava essere scomparso, è stato identificato nel grande Palazzo ed è stato riscoperto nel 1900, a Lemno invece, attualmente non si hanno tracce del labirinto. Si suppone che l'edificio che Plinio descrive così velocemente fosse in realtà stato costruito a Samo dagli architetti Reco e Teodoro e dallo scultore Smilide.